# Урубиси
Урубиси (порт. Urubici)  —  муниципалитет в Бразилии, входит в штат Санта-Катарина. Составная часть мезорегиона Серрана. Входит в экономико-статистический  микрорегион Кампус-ди-Лажис. Население составляет 10 622 человека на 2006 год. Занимает площадь 1 019,232 км². Плотность населения — 10,4 чел./км².

## История
Город основан 6 декабря 1956 года. 

## Статистика
- Валовой внутренний продукт на 2003 составляет 63.354.154,00 реалов (данные: Бразильский институт географии и статистики).
- Валовой внутренний продукт на душу населения на 2003 составляет 6.061,44 реалов (данные: Бразильский институт географии и статистики).
- Индекс развития человеческого потенциала на 2000 составляет 0,785 (данные: Программа развития ООН).

## География
Климат местности: субтропический. В соответствии с классификацией Кёппена, климат относится к категории Cfb.